# Urszula Kuczyńska
Urszula Kuczyńska (ur. 26 czerwca 1962 w Łomży) – polska etnograf i muzealnik, była kierownik Skansenu Kurpiowskiego im. Adama Chętnika w Nowogrodzie.

## Życiorys
Urszula Kuczyńska z domu Raszkiewicz urodziła się w 1962 roku w Łomży. W 1987 roku ukończyła studia w Katedrze Etnologii i Antropologii Kulturowej na Wydziale Historycznym Uniwersytetu Warszawskiego i podjęła pracę w Skansenie Kurpiowskim im. Adama Chętnika w Nowogrodzie. Jako kierowniczka placówki pracowała w latach 1994–2022.
Zajmuje się ochroną dziedzictwa kulturowego z obszaru Kurpiowskiej Puszczy Zielonej, m.in. realizując liczne projekty badawcze, głównie w zakresie budownictwa drewnianego, kultury materialnej i sztuki ludowej. Opracowała i zrealizowała szereg wystaw czasowych w Muzeum Północno-Mazowieckim w Łomży oraz w innych muzeach na terenie Polski. Była organizatorką imprez folklorystycznych na terenie nowogrodzkiego skansenu, w tym najbardziej znanej Niedzieli św. Rocha .
Opublikowała kilkadziesiąt artykułów, rozpraw i recenzji o kulturze kurpiowskiej, m.in. w Etnografii Polskiej i Muzealnictwie. Jej książka, Bartnictwo Kurpiowskiej Puszczy Zielonej, wydana w 2004 roku, jest pierwszą monografią tego zagadnienia. Zyskała szerokie uznanie nie tylko w środowisku pszczelarskim, ale i muzealniczym - została wyróżniona w konkursie na Muzealne Wydarzenie Roku przez Podlaski Oddział Stowarzyszenia Muzealników Polskich. W 2021 roku w Instytucie Etnologii i Antropologii Kulturowej Uniwersytetu Jagiellońskiego w Krakowie Urszula Kuczyńska obroniła pracę doktorską pt. Bartnictwo Kurpiowskiej Puszczy Zielonej od końca XVI do połowy XIX wieku.
Urszula Kuczyńska jest jurorem i konsultantem w licznych konkursach poświęconych kulturze ludowej. Jest członkiem założycielem, a w latach 2017 - 2021 była wiceprezesem zarządu Stowarzyszenia Muzeów na Wolnym Powietrzu w Polsce  oraz członkiem Polskiego Towarzystwa Ludoznawczego, Stowarzyszenia Muzealników Polskich i Związku Kurpiów.

## Odznaczenia
- Odznaka „Zasłużony Działacz Kultury”[1]
- Odznaka honorowa „Zasłużony dla Kultury Polskiej” (2007)[6]
- Medal „Zasłużony Kulturze Gloria Artis” (2017)[7]